# Ауровиль
Аурови́ль («город рассвета») — международный город на юге Индии, основанный в 1968 году и развивающийся под эгидой ЮНЕСКО. Город расположен в штате Тамилнад рядом с городом Пудучерри. По заявлению основательницы города Мирры Альфассы, город должен стать экспериментом по созданию интернационального общества людей, живущих вне политики и религиозных предпочтений.

## История
Город был основан Миррой Альфассой — последовательницей Шри Ауробиндо. Церемония инаугурации города состоялась 28 февраля 1968 года. На этой церемонии присутствовали представители 124 стран.

## Население
Планируется, что в Ауровиле будут жить пятьдесят тысяч человек. По состоянию на 1 февраля 2019 года число жителей составляет 3042 человека. Жители Ауровиля являются гражданами 58 стран, число граждан Индии составляет 1353.

## Власть, политика, религия
В соответствии с актом правительства Индии Ауровиль находится под контролем правительственной организации «Auroville Foundation». Формально эта организация является собственником жилых домов Ауровиля. Организация «Ауровиль Фаундейшн», действующая на основании специального постановления индийского Министерства по развитию людских ресурсов (Ministry of Human Resource Development), является владельцем земель, на которых строится Ауровиль. Недостающие участки земли, запланированные под городскую территорию, покупаются по мере поступления финансовых средств.

## Экономика
Основная часть жителей Ауровиля питается тем, что выращивает на своих огородах. Тем, кто работает по найму, заработная плата выдается не деньгами, а баллами, которые потом можно обменять на еду. При этом медицинская помощь, образование, развлекательные услуги и развивающие курсы предоставляются жителям Ауровиля бесплатно. Сообщество получает доход от туризма, а также получает финансовую поддержку от ЮНЕСКО.
В Ауровиле есть арт-коммуны, фермы, швейные мастерские, обучающие центры, медицинские центры, предприятия, производящие кирпичи из земли и мебель из переработанного мусора. В магазинах Pour Tuos продается в основном местная еда, выращенная на органических фермах.
В Ауровиле действует Международный павильон Индии (Auroville Bharat Nivas), включающий в себя библиотеку, культурный центр, а также языковую школу, торговые лавки и административные офисы. Там есть и павильон русской культуры, создание которого профинансировал Дмитрий Мореншильд; в нем есть библиотека, проводятся выставки, концерты и лекции.
Для всех в Ауровиле доступны образовательные мини-курсы по живописи, театральному искусству, йоге, новым методам строительства, добычи электроэнергии, плавки металлов, плетения из природных материалов, фермерским навыкам и т.п.
Электроэнергия получается от солнечных батарей, поэтому кухня (Solar Kitchen) — одна на всю общину. В Ауровиле действует программа переработки мусора и вторичного использования отходов.

## Достопримечательности
Главная достопримечательность Ауровиля — Матримандир, здание для медитации и практики йоги. Матримандир не относится к какой-либо религии. Здесь не проводятся какие-либо организованные церемонии.
Матримандир представляет собой сферу, покрытую дисками, поверхность которых облицована золотыми пластинами. Матримандир был построен под руководством французского архитектора Роже Анже по планам, составленным Миррой Альфассой.